# Giuseppe Milano
Giuseppe Milano (26. září 1887, Revere, Italské království – 13. květen 1971, Vercelli, Itálie) byl italský fotbalový útočník i trenér. Byl také označován jako Milano I, protože ve stejném období hráli v týmu také jeho dva bratři Aldo a Felice.
Celou svou kariéru strávil v klubu Pro Vercelli. Klub byl velice úspěšný v letech 1908 až 1913. Celkem získal pět titulů (1908, 1909, 1910/11, 1911/12, 1912/13). Od sezony 1909 již v klubu působil jako hrající trenér.
Za reprezentaci odehrál 11 utkání. Reprezentoval svou zemi na OH (1912). Byl také kapitánem a díky své technicky-taktické osobnosti na hřišti a jeho atraktivitě byl díky vynikajícím výkonům v modrém dresu jednou z prvních hvězd italského fotbalu.
V letech od 1919 do 1921 a 1924–1925 byl jedním z členů v technické komisi, která vedla reprezentaci.

## Hráčské úspěchy

### Klubové
- 5× vítěz italské ligy (1908, 1909, 1910/11, 1911/12, 1912/13)

### Reprezentační
- 1x na OH (1912)

## Trenérské úspěchy

### Reprezentační
- 1x na OH (1920)